# Trathala hapaliae
Trathala hapaliae är en stekelart som först beskrevs av Joseph Augustine Cushman 1934.  Trathala hapaliae ingår i släktet Trathala och familjen brokparasitsteklar. Inga underarter finns listade i Catalogue of Life.